# Giovanni Camillo Peresio
Giovanni Camillo Peresio (Roma, 1628 – 1696) è stato un poeta italiano.

## Biografia
Fu autore del poema eroicomico romanesco in dodici canti di ottave classiche Il Maggio romanesco (1688), dedicato al giovane principe Francesco Maria de' Medici (non ancora cardinale) e frutto di un complesso processo redazionale che vide dapprincipio la versione intitolata El Patescia affatato, non pervenutaci, quindi la seconda Il Jacaccio overo il Palio conquistato, di cui si possiede il manoscritto, e infine una terza versione: la stampa Il Maggio romanesco appunto. Questa ultima versione presenta una fenomenologia linguistica meno significativa dello Jacaccio, infatti dal confronto tra queste due redazioni dell'opera l'ultima risulta aver subito un processo di sdialettizzazione. Grazie all'edizione fornita nel 1939 dal filologo e linguista Francesco Alessandro Ugolini, si dispone oggi anche di un'edizione dello Jacaccio, la cui importanza, al di là del valore intrinseco del testo letterario, sta nel costituire la prima opera integrale e compiuta scritta in romanesco di seconda fase.

## Opere a stampa
- Vita di monsig. Felice Contelori scritta dal sig. Gio. Camillo Peresio, in Roma, per Francesco de' Lazari figlio d'Ignatio, 1684.
- Il Maggio Romanesco ouero Il Palio conquistato poema epico-giocoso nel linguaggio del volgo di Roma di Gio. Camillo Peresio dedicato all'Eminentissimo e Reverendissimo Prencipe il Sig. Cardinale Francesco Maria de Medici, in Ferrara, per Bernardino Pomatelli, 1688.